# Norwegischer Fußballpokal der Männer 1998
Der norwegische Fußballpokal 1998 (kurz auch NM-Cup 1998 genannt) war die 93. Austragung des Fußballpokalwettbewerbs der Männer. Pokalsieger wurde Stabæk IF. Das Team setzte sich im Finale mit 3:1 nach Verlängerung gegen Rosenborg Trondheim durch. Der Pokalsieger erhielt das Startrecht im UEFA-Pokal 1999/2000.
Alle Begegnungen wurden in einem Spiel entschieden. Bei einem Unentschieden nach Verlängerung wurde der Sieger im Elfmeterschießen ermittelt. Aufgrund der Teilnahme Norwegens an der WM 1998 stiegen die 14 Erstligisten erst in der dritten Runde ein.

## Kalender
| Runde         | Datum                  | Spiele | Vereine | Neueinstiege |
| ------------- | ---------------------- | ------ | ------- | ------------ |
| 1. Runde      | 21. bis 23. April 1998 | 35     | 85 → 50 | 70           |
| 2. Runde      | 13. Mai 1998           | 18     | 50 → 32 | 1            |
| 3. Runde      | 3. bis 4. Juni 1998    | 16     | 32 → 16 | 14           |
| 4. Runde      | 15. bis 16. Juli 1998  | 8      | 16 → 8  | –            |
| Viertelfinale | 5. August 1998         | 4      | 8 → 4   | –            |
| Halbfinale    | 23. September 1998     | 2      | 4 → 2   | –            |
| Finale        | 1. November 1998       | 1      | 2 → 1   | –            |

## 1. Runde
| Datum      |                      | Ergebnis              |                     |
| ---------- | -------------------- | --------------------- | ------------------- |
| 21.04.1998 | FK Vidar             | 2:0 n. V.             | Sandness FK         |
|            | Førde IL             | 4:3                   | IL Jotun            |
|            | Steinkjer FK         | 2:3                   | Nardo FK            |
| 22.04.1998 | Sarpsborg FK         | 3:2                   | Råde IL             |
|            | Drøbak/Frogn IL      | 0:4                   | Fredrikstad FK      |
|            | Eidsvold Turn        | 2:3                   | Raufoss IL          |
|            | Fossum IF            | 1:1 n. V. (3:1 i. E.) | Jevnaker IF         |
|            | Ski IL               | 1:3                   | Strømmen IF         |
|            | IF Birkebeineren     | 0:2                   | Skeid Oslo          |
|            | Storms BK            | 0:4                   | Eik IF Tønsberg     |
|            | Lyngdal IL           | 1:2                   | Start Kristiansand  |
|            | Kopervik IL          | 0:3                   | Bryne FK            |
|            | Ny-Krohnborg IL      | 1:3                   | Fana IL             |
|            | Os TF                | 1:1 n. V. (3:4 i. E.) | SK Vard Haugesund   |
|            | Åsane Fotball        | 3:1                   | Fyllingen Fotball   |
|            | Stryn TIL            | 2:2 n. V. (7:6 i. E.) | IL Hødd             |
|            | Velledalen/Ringen FL | 0:5                   | Aalesunds FK        |
|            | Clausenengen FK      | 5:0                   | SK Træff            |
|            | Tromsdalen UIL       | 4:3 n. V.             | Finnsnes IL         |
|            | Skjervøy IK          | 1:4                   | Alta IF             |
| 23.04.1998 | Holter IF            | 0:3                   | Ullern IF           |
|            | Abildsø IL           | 3:5                   | Lyn Oslo            |
|            | SF Grei              | 0:2                   | Kjelsås IL          |
|            | Bærum SK             | 5:1                   | Mjøndalen IF        |
|            | Tynset IF            | 1:2 n. V.             | Ham-Kam             |
|            | Faaberg Fotball      | 3:1                   | Elverum Fotball     |
|            | L/F Hønefoss         | 0:1                   | IL Runar Sandefjord |
|            | FK Ørn-Horten        | 0:1                   | Pors Grenland       |
|            | Tollnes BK           | 1:2                   | Odd Grenland        |
|            | FK Mandalskameratene | 2:1                   | FK Jerv             |
|            | Ålgård FK            | 1:0                   | Sola FK             |
|            | Ranheim IL           | 0:1                   | IL Stjørdals-Blink  |
|            | Namsos IL            | 1:4                   | Strindheim IL       |
|            | FK Lofoten           | 4:2                   | FK Gevir Bodø       |
|            | Harstad IL           | 1:0                   | IL Stålkameratene   |
|            | Byåsen IL            | Freilos               |                     |

## 2. Runde
Teilnehmer: Die 35 Sieger der 1. Runde und Byåsen IL mit Freilos in der 1. Runde
| Datum      |                      | Ergebnis                |                    |
| ---------- | -------------------- | ----------------------- | ------------------ |
| 13.05.1998 | Fredrikstad FK       | 0:1                     | Kjelsås IL         |
|            | Strømmen IF          | 1:4                     | Ham-Kam            |
|            | Ullern IF            | 1:4                     | Sarpsborg FK       |
|            | Lyn Oslo             | 6:0                     | Bærum SK           |
|            | Raufoss IL           | 2:0                     | Faaberg Fotball    |
|            | Eik IF Tønsberg      | 9:1                     | Fossum IF          |
|            | IL Runar Sandefjord  | 1:2                     | Skeid Oslo         |
|            | Pors Grenland        | 1:2                     | Start Kristiansand |
|            | FK Mandalskameratene | 0:0 n. V. (6:7 i. E.)   | Odd Grenland       |
|            | SK Vard Haugesund    | 2:3                     | FK Vidar           |
|            | Bryne FK             | 3:0                     | Ålgård FK          |
|            | Fana IL              | 2:2 n. V. (17:16 i. E.) | Åsane Fotball      |
|            | Stryn TIL            | 2:2 n. V. (5:4 i. E.)   | Førde IL           |
|            | Aalesunds FK         | 4:1                     | Clausenengen FK    |
|            | Nardo FK             | 0:1                     | Byåsen IL          |
|            | IL Stjørdals-Blink   | 0:6                     | Strindheim IL      |
|            | FK Lofoten           | 0:2                     | Tromsdalen UIL     |
|            | Alta IF              | 1:2                     | Harstad IL         |

## 3. Runde
Teilnehmer: Die 18 Sieger der 2. Runde und die 14 Erstligisten.
| Datum      |                    | Ergebnis              |                     |
| ---------- | ------------------ | --------------------- | ------------------- |
| 03.06.1998 | Sarpsborg FK       | 0:5                   | Rosenborg Trondheim |
|            | Vålerenga Oslo     | 1:3                   | Skeid Oslo          |
|            | Start Kristiansand | 1:3                   | Strømsgodset IF     |
|            | Fana IL            | 2:4                   | Molde FK            |
|            | Stryn TIL          | 0:1                   | Brann Bergen        |
|            | Harstad IL         | 1:4                   | FK Bodø/Glimt       |
| 04.06.1998 | Moss FK            | 2:0                   | Eik IF Tønsberg     |
|            | Kjelsås IL         | 0:2                   | FK Haugesund        |
|            | Stabæk Fotball     | 1:0                   | Aalesunds FK        |
|            | Ham-Kam            | 4:3 n. V.             | Sogndal IL          |
|            | Kongsvinger IL     | 2:1                   | Raufoss IL          |
|            | Odd Grenland       | 1:2                   | Bryne FK            |
|            | FK Vidar           | 0:1                   | Viking Stavanger    |
|            | Strindheim IL      | 3:3 n. V. (4:3 i. E.) | Lillestrøm SK       |
|            | Byåsen IL          | 2:1                   | Lyn Oslo            |
|            | Tromsdalen UIL     | 00:10                 | Tromsø IL           |

## 4. Runde
| Datum      |                 | Ergebnis  |                     |
| ---------- | --------------- | --------- | ------------------- |
| 15.07.1998 | Ham-Kam         | 0:1 n. V. | Moss FK             |
|            | Bryne FK        | 4:2       | Tromsø IL           |
|            | FK Bodø/Glimt   | 1:0       | Strindheim IL       |
|            | Skeid Oslo      | 4:1 n. V. | FK Haugesund        |
|            | Brann Bergen    | 3:1       | Byåsen IL           |
|            | Kongsvinger IL  | 1:3 n. V. | Stabæk Fotball      |
| 16.07.1998 | Molde FK        | 2:1       | Viking Stavanger    |
|            | Strømsgodset IF | 1:4       | Rosenborg Trondheim |

## Viertelfinale
| Datum      |                     | Ergebnis |               |
| ---------- | ------------------- | -------- | ------------- |
| 05.08.1998 | Rosenborg Trondheim | 5:0      | Bryne FK      |
|            | Moss FK             | 2:1      | FK Bodø/Glimt |
|            | Stabæk Fotball      | 3:1      | Skeid Oslo    |
| 08.08.1998 | Brann Bergen        | 4:0      | Molde FK      |

## Halbfinale
| Datum      |              | Ergebnis              |                     |
| ---------- | ------------ | --------------------- | ------------------- |
| 23.09.1998 | Brann Bergen | 2:3                   | Rosenborg Trondheim |
|            | Moss FK      | 0:0 n. V. (1:3 i. E.) | Stabæk Fotball      |

## Finale
| Stabæk IF                                   | Stabæk IF | Rosenborg Trondheim | Rosenborg Trondheim |
| ------------------------------------------- | --- | --- | ------------------- |
| Stabæk IF                                   | \| Finale \| \| 1. November 1998 in Oslo (Ullevaal-Stadion) \| \| Ergebnis: 3:1 n. V. (1:1, 1:0) \| \| Zuschauer: 23.251 \| \| Schiedsrichter: Rune Pedersen \| \| Spielbericht \| | \| Finale \| \| 1. November 1998 in Oslo (Ullevaal-Stadion) \| \| Ergebnis: 3:1 n. V. (1:1, 1:0) \| \| Zuschauer: 23.251 \| \| Schiedsrichter: Rune Pedersen \| \| Spielbericht \|                                                                                               | Rosenborg Trondheim |
| Stabæk IF                                   | Frode Olsen – Inge André Olsen (116. Niclas Svensson), André Flem, John Arvid Skistad, Christian Holter – Martin Andresen, Tommy Svindal Larsen (119. Andreas Hauger), Jesper Jansson, Tommy Stenersen (91. Thomas Finstad) – Helgi Sigurðsson, Petter Belsvik Cheftrainer: Anders Linderoth | Jørn Jamtfall – Christer Basma, Erik Hoftun, Bjørn Otto Bragstad, André Bergdølmo – Roar Strand (82. Fredrik Winsnes), Bent Skammelsrud, Runar Berg – Børge Hernes (60. Tore André Dahlum), Sigurd Rushfeldt, Mini Jakobsen (102. Jan Derek Sørensen) Cheftrainer: Trond Sollied | Rosenborg Trondheim |
| Stabæk IF                                   | 1:0 Helgi Sigurdsson (6.) 2:1 Thomas Finstad (98.) 3:1 Helgi Sigurdsson (106.) | 1:1 Sigurd Rushfeldt (65.) | Rosenborg Trondheim |
| Stabæk IF                                   | Tommy Stenersen (49.), Jesper Jansson (83.), André Flem (104.) | Christer Basma (20.) | Rosenborg Trondheim |
| Finale                                      | | |                     |
| 1. November 1998 in Oslo (Ullevaal-Stadion) | | |                     |
| Ergebnis: 3:1 n. V. (1:1, 1:0)              | | |                     |
| Zuschauer: 23.251                           | | |                     |
| Schiedsrichter: Rune Pedersen               | | |                     |
| Spielbericht                                | | |                     |